# Aziru

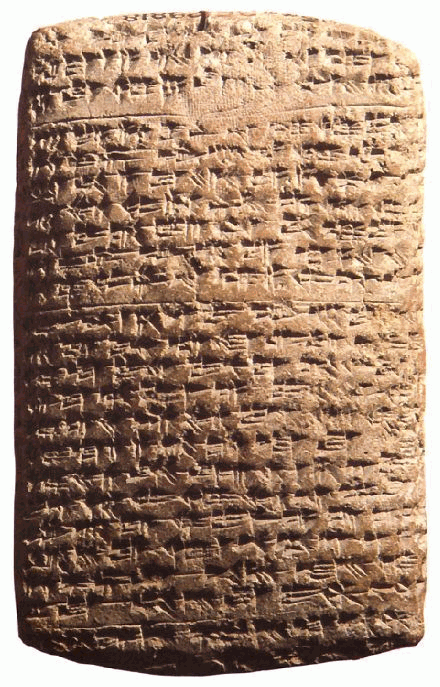
EA 161 (Vorderseite), Aziru von Amurru an den Pharao.

Aziru ist ein aus den Amarnabriefen bekannter Herrscher von Amurru, der von 1340 bis 1315 v. Chr. regierte. 

## Aufstieg zum Herrscher von Amurru
Wie sein Vater und Vorgänger Abdi-Aširta versuchte Aziru die Provinz Amurru zu einem selbständigen Staat zu machen. In seinen Briefen an Amenophis IV. versicherte er ihm seine Treue zu Ägypten, besetzte jedoch wenig später die Städte Ammia, Ardata, Irqata und Wahlia nördlich von Byblos. Zudem bedrängte er die Städte Qatna, Tunip, Nija und Simyra, die als Verwaltungszentrum von Rib-Addi, dem Herrn von Byblos, galt. Mit der Einnahme von Simyra verdrängte er Rib-Addi endgültig in dessen Rolle als Beschützer der ägyptischen Provinz. Obwohl Rib-Addi in zahlreichen Briefen versuchte, den ägyptischen Hof gegen Aziru zu beeinflussen, erkannte dieser nun Aziru als neuen Herrscher von Amurru an.

## Unterwerfung unter Šuppiluliuma
Erste Aufforderungen des ägyptischen Hofes nach Ägypten zu reisen, um dem Pharao zu huldigen, verzögerte Aziru zunächst. Als Grund nannte er die Nähe des Hethiterkönig Šuppiluliuma I., der sich zu der Zeit vermutlich auf einem großen Syrienfeldzug befand. Nach seiner Rückkehr aus Ägypten, wo er für längere Zeit festgehalten wurde, unterzeichnete Aziru etwa 1320 v. Chr. einen Unterwerfungsvertrag mit Šuppiluliuma und blieb diesem noch für längere Zeit treu. Die Unterwerfung führte zu einem Ausgleich mit Ugarit.
Nebenbei unterhielt Aziru während der Amarnazeit ein enges Bündnis mit Aitakama, dem Fürsten von Kadesch.

## Tod und Nachfolge
Aziru verstarb etwa im siebten Jahr des Muršili II. Auf den Thron folgten für kurze Zeit sein Sohn DU-Teššup (Ari-Teššup), darauf sein Enkel Duppi-Teššup. Da er von den Ägyptern als Herr von Amurru anerkannt wurde, galt Aziru später als Dynastiegründer. Kennzeichnend für den Aufstieg der Amurru-Dynastie in den Kreis der etablierten Stadtstaaten war, dass alle Nachfolger mit hurritischen Namen benannt wurden, obwohl die Herrscherfamilie ursprünglich amoritscher Herkunft war.